# Ptorthodius atricornis
Ptorthodius atricornis är en skalbaggsart som först beskrevs av Maurice Pic 1929.  Ptorthodius atricornis ingår i släktet Ptorthodius och familjen Phengodidae. Inga underarter finns listade i Catalogue of Life.